# Baculum borellii
Baculum borellii är en insektsart som först beskrevs av Giglio-Tos 1910.  Baculum borellii ingår i släktet Baculum och familjen Phasmatidae. Inga underarter finns listade.